# Shiri Maimon

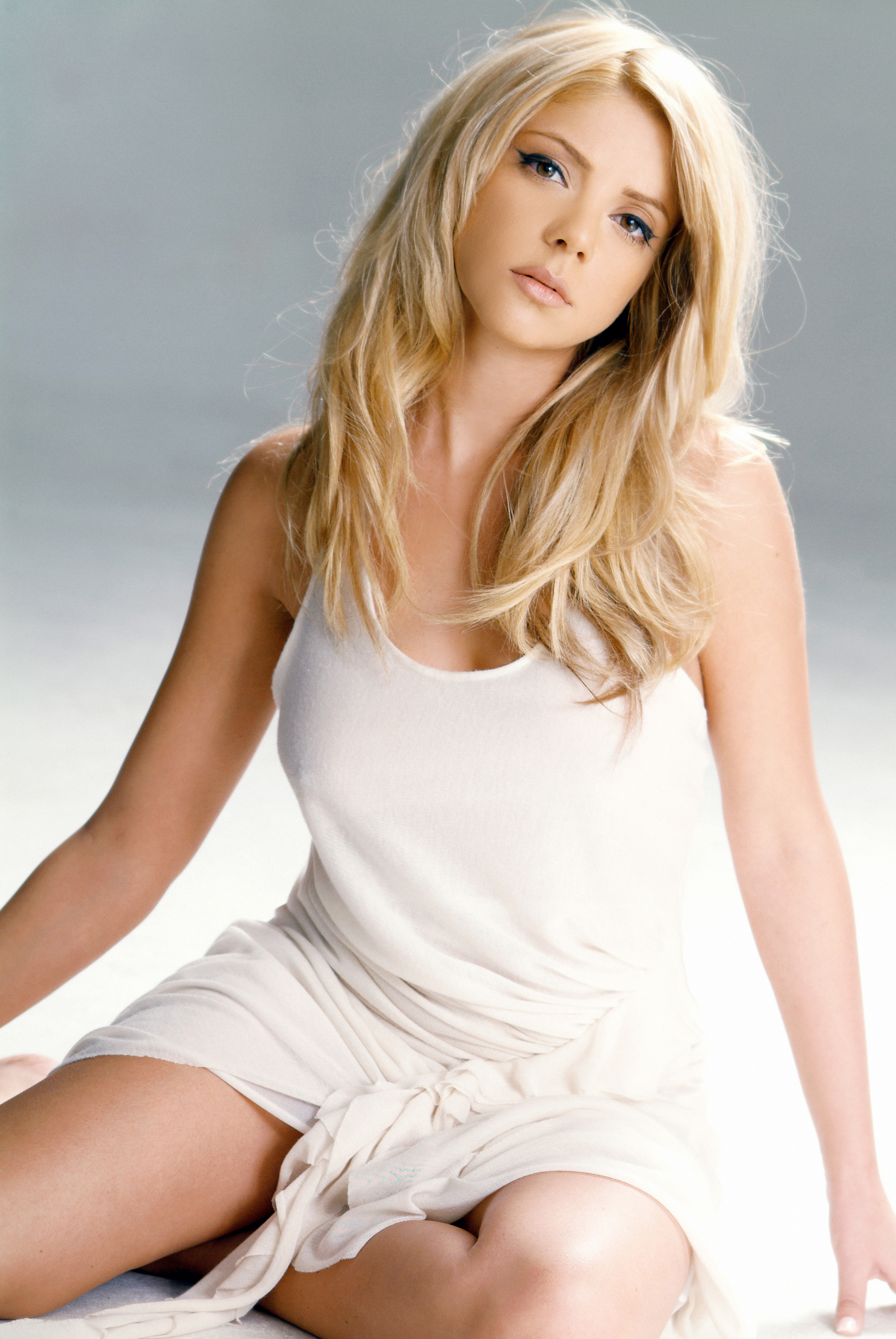
Shiri Maimon, 2005

Shiri Maimon (hebräisch שירי מימון; * 17. Mai 1981 in Haifa, Israel) ist eine israelische Sängerin, die bei der ersten Staffel der israelischen Castingshow Kochav Nolad den zweiten Platz belegte.
Mit ihrem Lied HaScheket Schenisch'ar (השקט שנשאר) belegte sie mit 154 Punkten den vierten Platz im Finale des Eurovision Song Contest 2005.

## Biografie
Shiri Maimon wurde in Haifa geboren und wuchs in Kirjat Chaim auf. Bereits mit zehn Jahren nahm sie an einem Kinderfestival teil. 2001 trat sie erstmals in einem Musikvideo der Gruppe "Tipeks" auf. Nach ihrem Wehrdienst bei der Israelischen Luftwaffe ging sie nach Eilat und arbeitete dort als Kellnerin und Sängerin.
2003 belegte sie den zweiten Platz bei der ersten Staffel der israelischen Castingshow Kochav Nolad und wurde über Nacht berühmt. Am 2. März 2005 nahm sie am israelischen Vorentscheid zum Eurovision Song Contest, dem Kdam-Eurovision mit dem Lied HaScheket Schenisch’ar („Die Stille die zurückblieb“) teil. Sie gewann mit 116 Punkten und qualifizierte sich somit für die Teilnahme am Eurovision Song Contest 2005 in Kiew, wo sie zunächst im Semifinale antreten musste.
Im Semifinale des Eurovision Song Contest wurde sie Siebte, im Finale Vierte mit 154 Punkten, davon kamen allein 12 Punkte aus Monaco.
Im September 2005 veröffentlichte Shiri Maimon ihr gleichnamiges Debüt-Album, welches innerhalb weniger Monate Gold-Status erhielt.
Seit März 2006 spielt Maimon in der israelischen Soap „Jeladot Ra’ot“ (Böse Mädchen) die Rolle der talentierten Sängerin Maya Gold.
In London nahm sie ihr erstes internationales Album auf. Es erschien 2008 unter dem Titel Standing On My Own.
Ab 2018 stand sie im Musical Chicago auf dem Broadway auf der Bühne.

## Diskografie

### Alben
- 2005: Shiri Maimon
- 2008: Rega Lifney She...
- 2008: Standing on My Own
- 2012: Sheleg Ba'sharav
- 2020: נשימה
- 2024: שקופה

### Live-Alben
- 2011: המופע המשותף (mit Shimon Buskila)
- 2024: אלבום הופעה חיה (mit Israel Philharmonic Orchestra)

### Singles (Auswahl)
- 2005: Hasheket shenish'ar
- 2005: אהבה קטנה
- 2011: מינהאר לי משיתי (יא מאמא) (mit Shimon Buskila)
- 2019: נשימה
- 2019: ויטני
- 2020: הכוכבים בוכים בלילה (mit Doli & Penn und Dudu Aharon)
- 2021: טיפה